# Jakrama krameri
Jakrama krameri är en insektsart som beskrevs av Young 1977. Jakrama krameri ingår i släktet Jakrama och familjen dvärgstritar. Inga underarter finns listade i Catalogue of Life.